# Tocco da Casauria
Tocco da Casauria là một đô thị thuộc tỉnh Pescara trong vùng Abruzzo của Ý. Ý. Đô thị này có diện tích 29 km², dân số 2759 người. Các làng trực thuộc: Marano, Pareti, Rovètone.
Các đô thị giáp ranh gồm:
Bolognano, Bussi sul Tirino, Castiglione a Casauria, Corfinio (AQ), Popoli, Salle.